# Lạc Hà (Hoàng Hà)

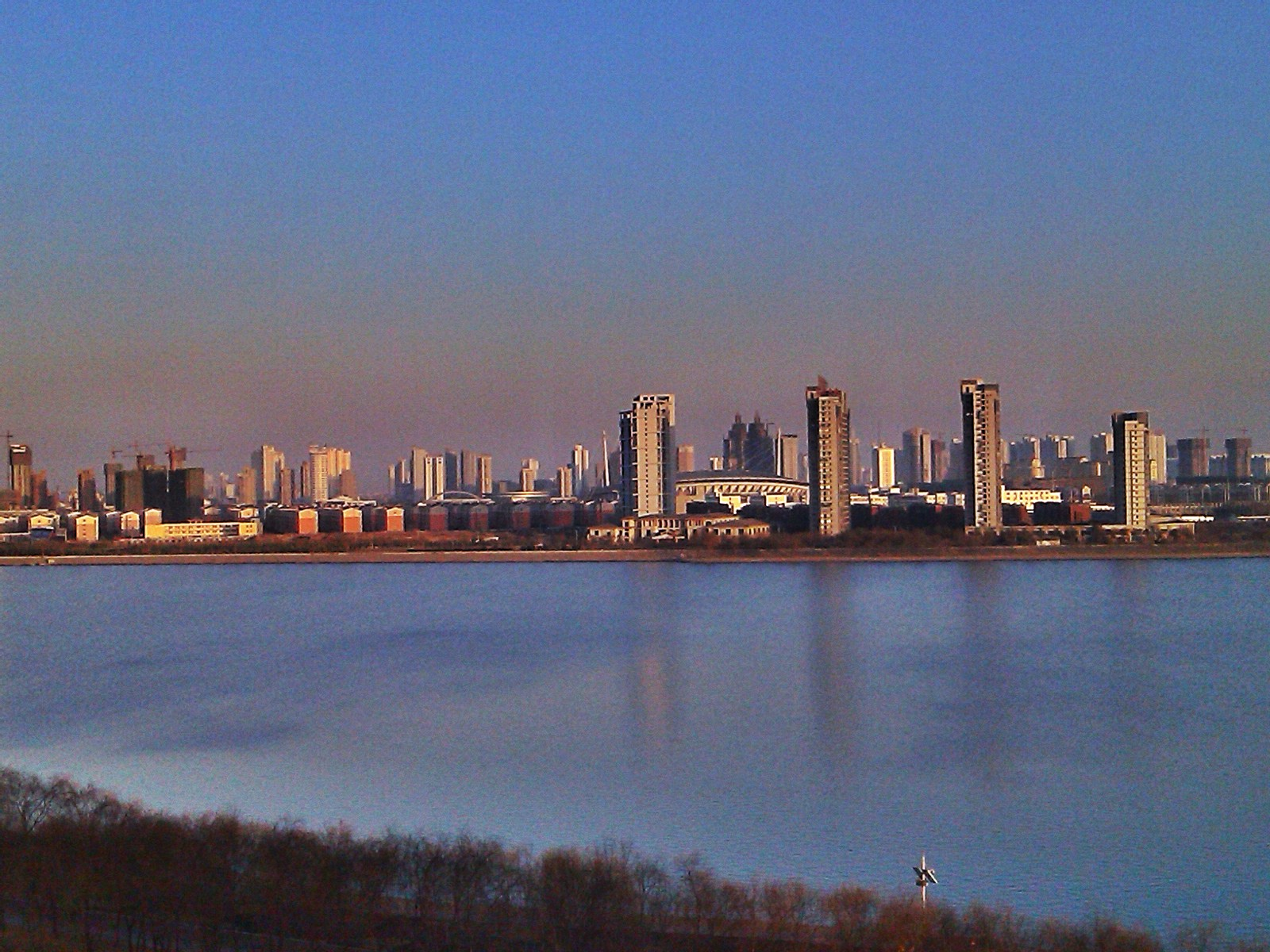
Sông Lạc chảy qua thành phố Lạc Dương

Sông Lạc (Hán Việt: Lạc Hà (tiếng Trung: 洛河; bính âm: Luò Hé), còn được gọi là Lạc Thủy (tiếng Trung: 洛水; bính âm: Luò shuǐ), là một nhánh của Hoàng Hà ở Trung Quốc. Nó bắt nguồn từ sườn phía đông nam của núi Hóa ở tỉnh Thiểm Tây và chảy qua về phía đông vào tỉnh Hà Nam, nơi cuối cùng nó nối với sông Hoàng Hà tại thành phố Củng Nghĩa. Tổng chiều dài của dòng sông là 420 km (260 mi).
Mặc dù không phải là một con sông lớn bởi hầu hết các tiêu chuẩn, nó chảy qua một khu vực có ý nghĩa khảo cổ lớn trong lịch sử ban đầu của Trung Quốc. Các thành phố chính hoặc quận nằm trên sông gồm có Lô Thị, Lạc Ninh, Nghi Dương, Lạc Dương, Yển Sư và Củng Nghĩa. Chi lưu chính của sông Lạc là sông Y, nối với nhau Yển Sư, tuy nhiên đoạn sau đó được gọi là sông Y Lạc.